# Rito de iniciación (Panshin)
Rito de iniciación  es una novela de ciencia ficción de Alexei Panshin. Publicada en 1968 resultó ganadora del premio Nébula a la mejor novela, y al año siguiente nominada para el premio Hugo.

## Resumen del argumento
Rito de iniciación está narrada mediante la técnica de analepsis por Mia Havero, hija del director del Concilio de naves, después de haber completado su rito de iniciación, también conocido como «Prueba». Ha sobrevivido durante treinta días en un planeta colonizado con suministros mínimos, como parte de su iniciación a la edad adulta en una de las naves gigantes que sobrevivieron a la destrucción de la tierra en el Anno Domini 2041. Para prevenir superpoblación en las naves, las unidades familiares solo pueden producir niños con la aprobación del Consejo eugenésico. La pena por incumplir esta norma es el exilio a un mundo colonizado.
En el año 2198, Mia Havero es una niña de doce años de edad, que como la mayoría de la humanidad a bordo de las naves, piensa en los colonos como «comebarros», referencia despectiva hacia la frontera de la vida en un planeta. Cuando acompaña a su padre en una misión comercial al planeta Grainau, Mia aprende de los niños de un oficial planetario que el sentimiento es mutuo; muchos de los mundos colonizados llaman a los habitantes de las naves «arrebatadores», porque se apropian de cualquier producto que no pueden producir en las naves, a cambio de conocimiento y tecnología repartidos austeramente,  la herencia de la Tierra que los tripulantes de las naves han reclamado y que los colonos son incapaces de mantener, al estar ocupados en la supervivencia.
Cuando Mia regresa a la nave, además de sus estudios regulares toma clases de supervivencia. Estas clases son una preparación para todos los jóvenes de trece años a la «prueba», el rito de iniciación de las naves a la adultez que se requiere tres meses después de cumplir catorce. Obligando a los adolescentes a experimentar los rigores y el peligro de la vida en un planeta colonia, las naves tienen la esperanza de evitar el estancamiento y asegurarse de que los que sobreviven puedan aportar positivamente a la vida en la nave. Sin embargo, la tasa de mortalidad de los participantes en la prueba es bastante elevado, por lo que no se escatiman gastos para capacitar a los adolescentes que están por pasar un mes en un planeta.
El compañero de Mia en la escuela y en la clase de supervivencia es Jimmy Dentremont, un niño superdotado de su misma edad. Su rivalidad inicial se convierte en amistad y va convirtiéndose en amor. Tanto dentro como fuera de la clase de supervivencia, a veces con Jimmy y, a veces con otros niños, Mia tiene una serie de aventuras que desarrollan su confianza, amplían su mundo, y la preparan para prueba. Su conciencia moral también crece durante este tiempo, tanto a través del estudio formal de la teoría ética y la reflexión sobre los errores que, inevitablemente, le hacen cometer las nuevas experiencias.
Poco después de su decimocuarto cumpleaños, Mia y su clase son enviados al planeta Tintera para someterse a la prueba Después de haber peleado con Jimmy, Mia se niega a formar equipo con él, pero aun así elige la estrategia del tigre en lugar de la estrategia de la tortuga, es decir, se decide actuar en el planeta en lugar de esconderse durante todo el mes. Mia pronto se encuentra con un grupo de hombres rudos a caballo, que son pastores de Losels, nativos humanoides de Tintera a quienes tratan como animales domésticos y para mano de obra simple, aunque pueden ser lo suficientemente inteligente como para ser considerados esclavos. Mia escapa al intento de secuestro de los pastores Losel, y cuando llega a la ciudad más cercana, es rechazada por el hecho de que todos los nativos son libres de parir, ya que no tienen control de la población. También está preocupada por los esclavizados Losels.
En un segundo encuentro los pastores Losel dejan a Mia golpeada, y le roban el dispositivo de localización que le permitía regresar a su nave.Daniel Kutsov, un anciano a quien han reducido a trabajos manuales simples como resultado de su actividad política del pasado, logra rescatar a Mia. Kutsov trata a Mia como una nieta adoptada y le explica que su discurso lo aleja de las naves, que los tripulantes mejores están llenos de resentimiento, y los peores son asesinados. Mia se entera de que los nativos han capturado una exploradora de otra nave, y tomaron prisionero a un compañero de prueba. Mientras se recupera de sus heridas en la casa de Kutsov, descubre que el prisionero es Jimmy Dentremont. Sin ayuda, Mia logra organizar una fuga, y escapa con Jimmy al desierto, pero no sin antes conocer a dos testigos del brutal asesinato de Kutsov en una redada de disidentes políticos.
Cabalgando por la noche bajo una lluvia torrencial, Mia y Jimmy instalan una carpa en el bosque. En la tienda se dan cuenta de sus sentimientos mutuos y tienen sexo. Llegan al día siguiente al cuartel general nativo, donde Jimmy recupera su dispositivo de localización. Antes de salir de la base, logran desactivar la nave exploradora capturada.
A poco de retornar de la prueba, una asamblea en la nave debate que hacer con Tintera. Los nativos no tienen limitaciones de natalidad, son posiblemente esclavistas, y un peligro potencial para la propia nave. Sin embargo, al oír el debate, Mia comprende que sus puntos de vista han cambiado. Sus conceptos morales se han ensanchado para incluir a los nativos del planeta como personas, no como seres utilizables y descartables, así que no puede aceptar una condena masiva.  A pesar de ello, durante la jefatura del padre de Mia, quien percibe que los nativos pueden ser reeducados, la Asamblea vota por un margen de 8 a 5 destruir Tintera en nombre de la disciplina moral. Mia y Jimmy,como adultos, se preparan para vivir en su propio apartamento en la nave. Jimmy cree en la esperanza de que algún día estará en una posición que le permitirá cambiar a su sociedad.

## Acogida
Algis Budrys elogió a Rito de iniciación como «una historia intensamente creíble, personalmente movilizadora», diciendo que «cada uno de los pequeños, perfectos pasos» en la trama «están tan perfectamente logrados que uno siente un impacto cuando se da cuenta de que -después de todo- Panshin nunca ha sido una adolescente creciendo fuera de un planetoide ahuecado».
Aldiss y Wingrove, sin embargo, dijeron que la novela «carece de la chispa de vida que podría haber disparado su interesante objeto de estudioe...a pesar de su oficio y su intento de crear una recreación inteligente de un Heinlein menor de edad, resulta tedioso y no inspirado».

## Temas
El tema del conflicto generacional era de actualidad en el año de publicación de la novela. La mayoría de los tripulantes de la nave donde viajaba Mia eran ancianos. A pesar de que son generalmente benévolos y dignos de confianza, la sociedad que han creado parece complaciente y sin rumbo. Al igual que Mia debe escapar de los límites autoimpuestos a bordo de su nave si va a sobrevivir la prueba y alcanzar la edad adulta: parece que la sociedad de la nave tendrá que escapar de su cómoda rutina de deriva de planeta en planeta si es que quiere hacer uso del patrimonio que conserva.
La llegada del tema de la edad se escenifica a través de los acontecimientos de la prueba de Mia, un rito que garantiza el paso a su edad adulta. El tema está artísticamente elaborado en tres cuentos que aparecen en el relato: «Brillante Sam y encantador Ned», narrado por un joven piloto explorador, «La Dama de Carlisle», contado por la misma Mia, y un tercer cuento (reducido a instancias del editor a un breve resumen) contado por Daniel Kutsov. Los tres cuentan experiencias de jóvenes que se enfrentan a pruebas de valor o ingenio.
Las discusiones éticas en la novela se desarrollan en un nivel elemental, como es apropiado para un narrador adolescente. La moral de Mia es ampliamente kantiana (Kant es el único filósofo que ella menciona por el nombre), ya que demanda respeto por la idiosincrasia de otros y prohíbe tratar a los demás como simples medios. La madurez de la moralidad de Mia viene con su reconocimiento de que «el universo está poblado de gente, y no hay un solo actor de reparto entre ellos». 
Muchas novelas clásicas de ciencia ficción terminan con la destrucción de un planeta entero y su habitantes. Típicamente, como en las series de novelas Skylark y Lensman de E. E. “Doc” Smith, tal destrucción se presenta como una defensa necesaria contra la crudeza de seres alienígenas que son incorregiblemente peligrosos o malignos. Rito de iniciación se aparta de esta tradición, al condenar la destrucción de Tintera como un acto que nadie, en principio, podría tener el derecho de cometer.
En la Asamblea de la nave, la propuesta de destruir Tintera se debate en el contexto de una controversia en curso sobre política ya que, en todo caso, las naves se deben a los colonos planetarios. El padre de Mia toma la posición de que a los colonos les irá mejor si aprenden a valerse por sí mismos y no esperar la ayuda de las naves. Mia y el mentor de Jimmy, José Mbele, creen que los buques tienen la obligación de ayudar a los colonos a compartir sus conocimientos, ya que como dice Daniel Kutsov, el conocimiento es patrimonio de todos los que sobrevivieron a la destrucción de la Tierra. Ambos bandos del debate logran una audiencia respetuosa en diversos lugares de la novela, y tampoco se presenta una de ellas como indiscutiblemente correcta, pero al final de su historia Mia claramente ha llegado la idea de que las naves tienen la obligación de ayudar a las colonias.
Muchos de estos temas aparecen en otras tres historias de Panshin ambientadas en el mismo futuro ficticio: «Los hijos de Prometeo» (Analog, 1966), «Un sentido de dirección» (Amazing, 1969), y «Arpad» (Quark 2, 1971). En «Arpad» hay una breve aparición de Mia y Jimmy. Las tres historias se recogen en la colección Adiós al ayer de mañana (Berkeley, 1975).